# Luís do Rego Barreto da Fonseca Magalhães Pereira Leite da Costa e Silva
Luís do Rego Barreto da Fonseca Magalhães Pereira Leite da Costa e Silva (1874 - 1950), primeiro e único Conde de Almarjão. Título nobiliárquico criado em 5 de Fevereiro de 1903 pelo rei Carlos I de Portugal.